# Dondorfer See

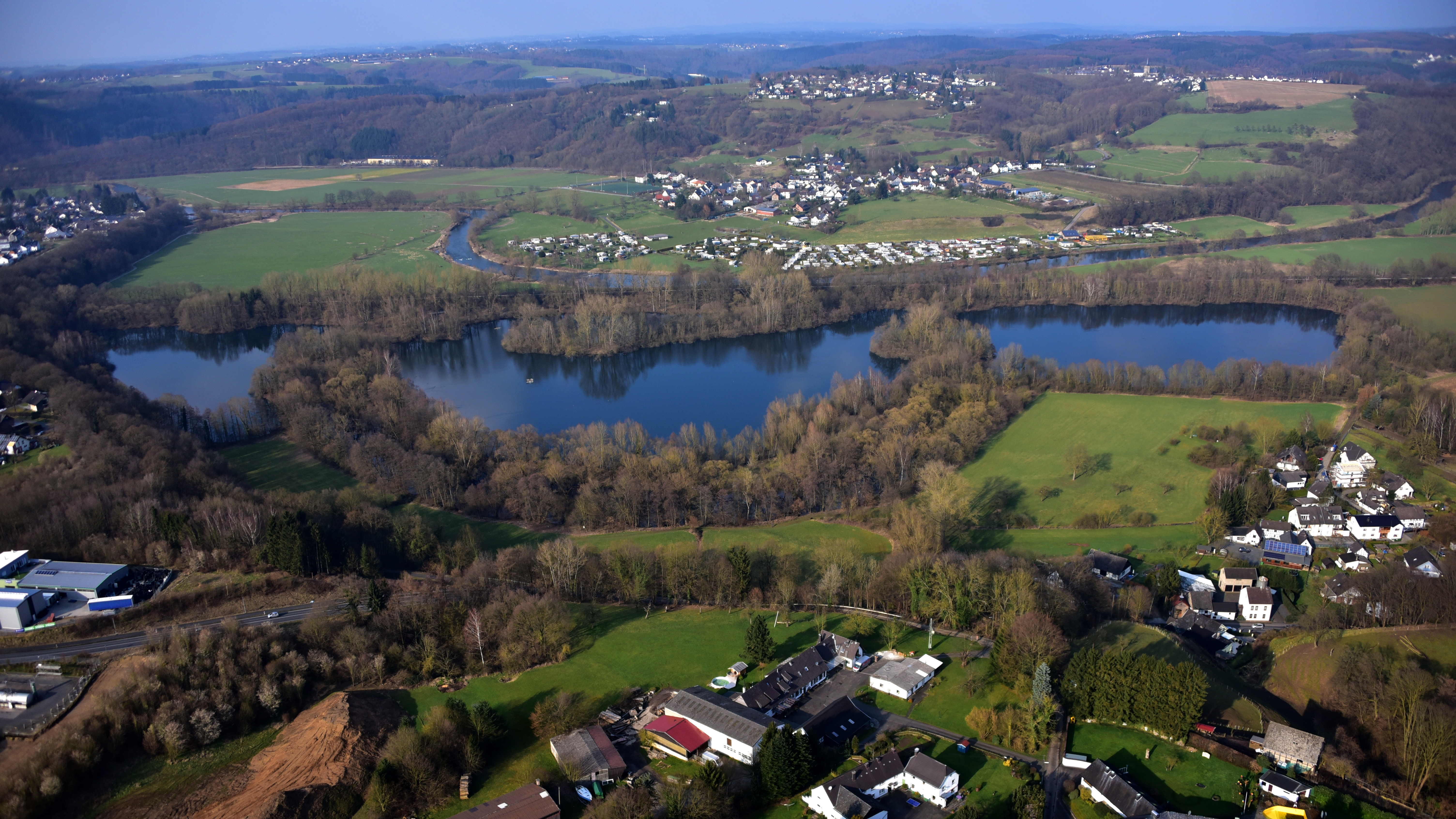
Hennef, Dondorfer See, Luftaufnahme (2016)

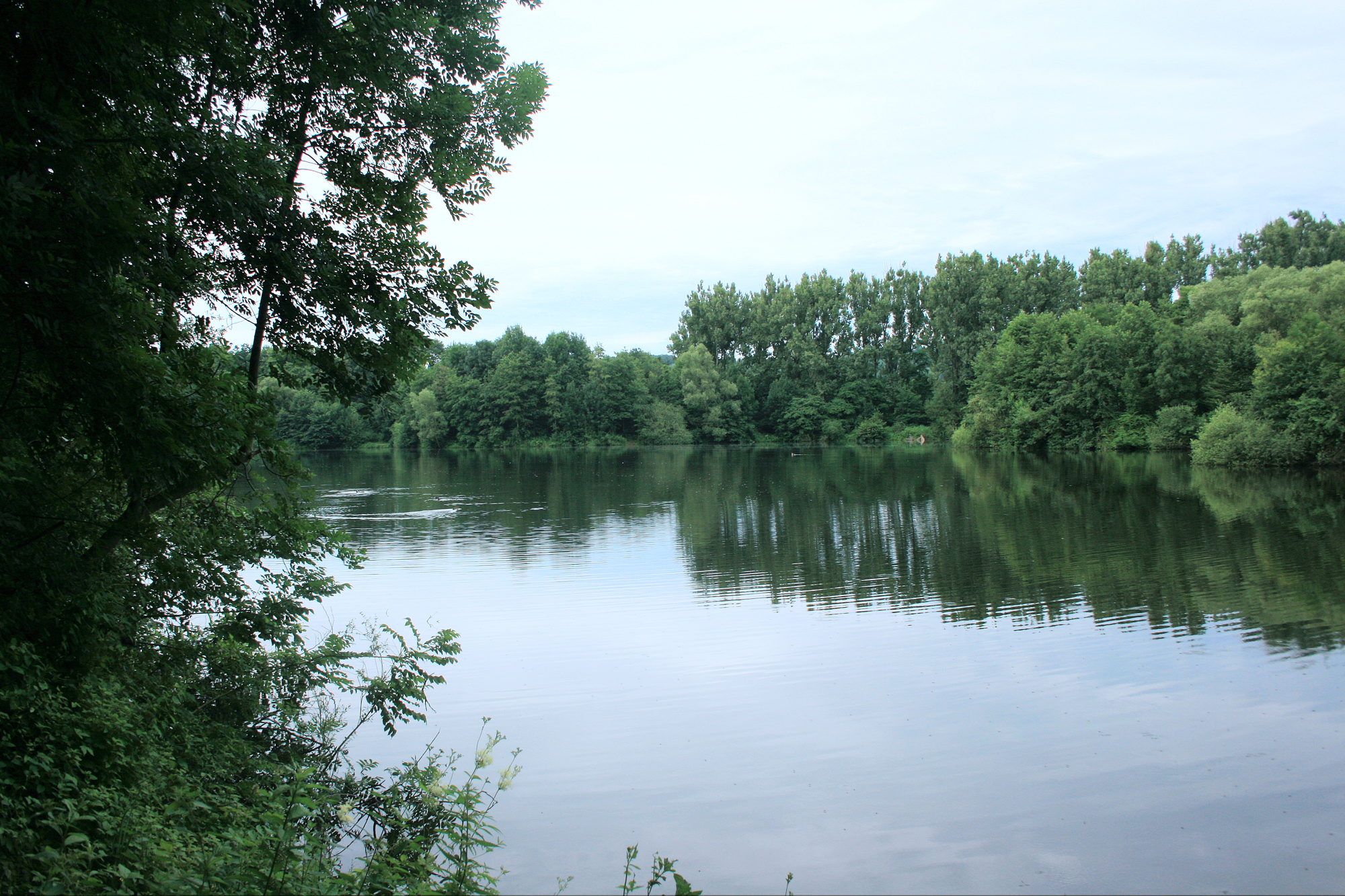
Der Ostteil des Dondorfer Sees

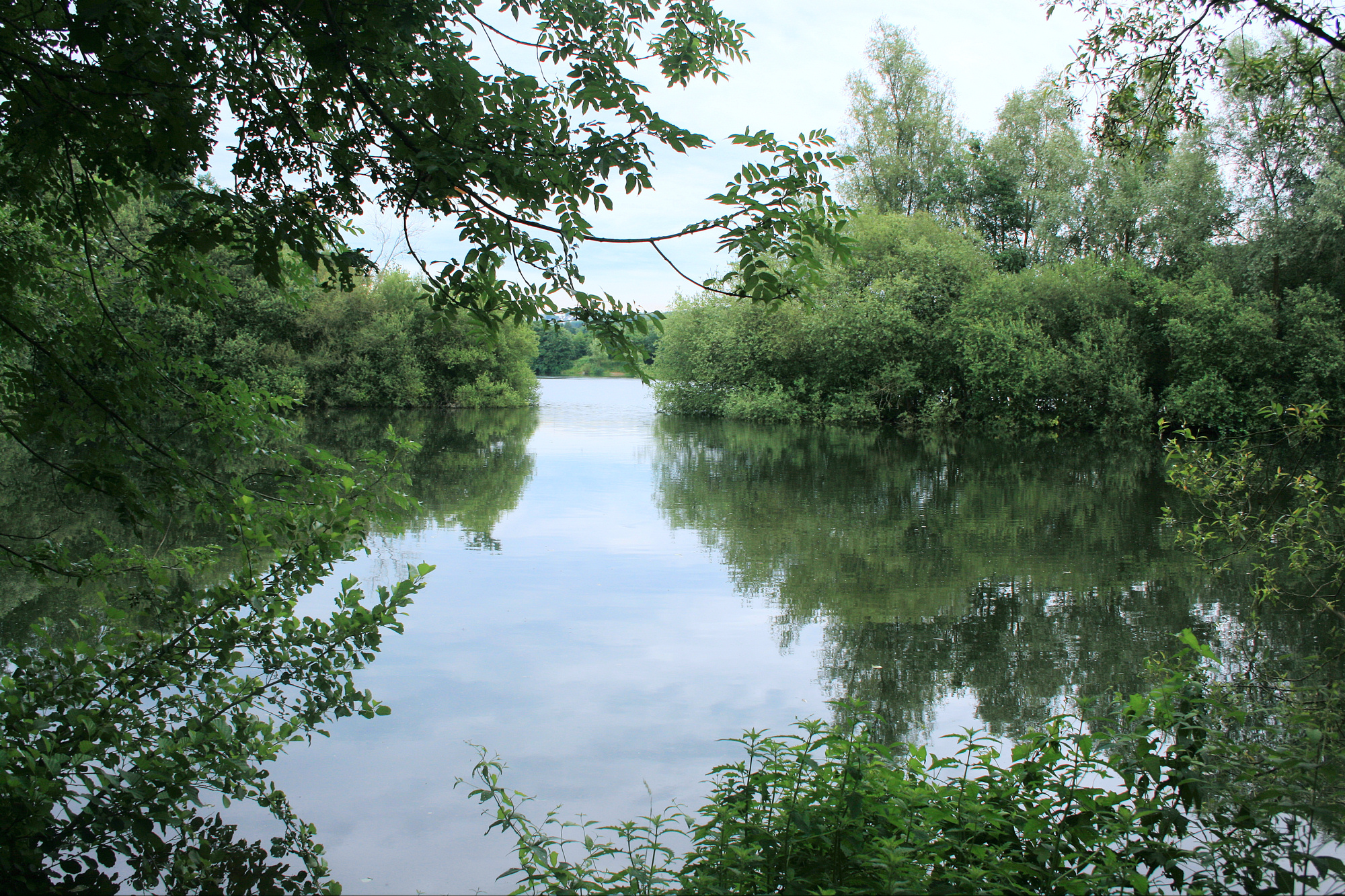
Die Inseln im Dondorfer See

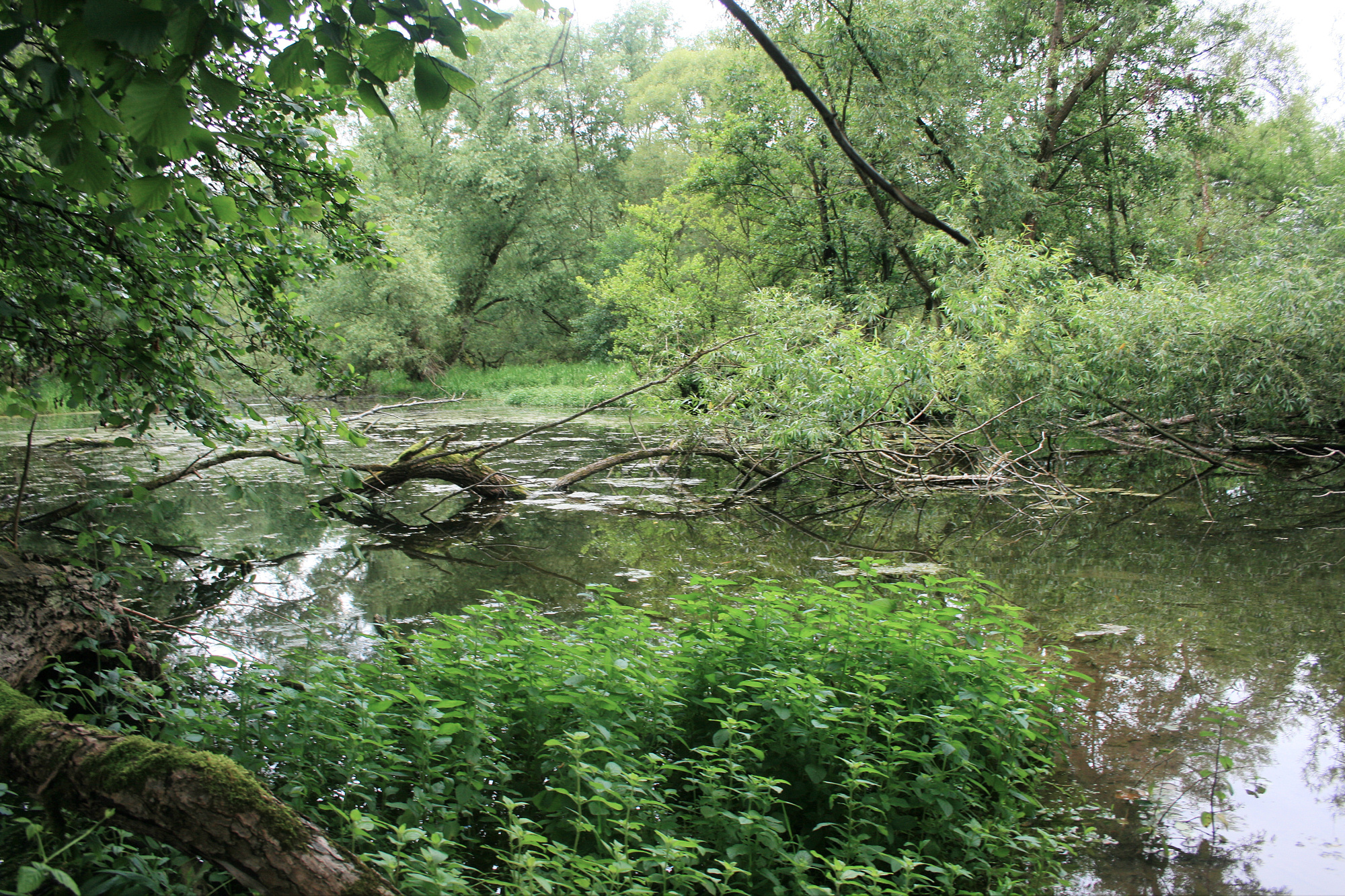
Flachwasserzone im Dondorfer See

Der Dondorfer See befindet sich im Siegtal in der Nähe der Stadt Hennef und der Stadt Blankenberg. Er entstand durch Auskiesungsarbeiten im Bereich eines Sieg-Altarms und ist heutzutage als Naturschutzgebiet ausgewiesen. Seine Fläche beträgt 20 Hektar.
Im Sommer 2008 wurde vom Bund für Umwelt und Naturschutz ein 24 m² großes Kunststofffloß im See befestigt. Es soll mit seiner Kiesauflage einen künstlichen Brutplatz für Möwen und Flussseeschwalben bieten. Von letzteren gibt es in Nordrhein-Westfalen nur acht Kolonien mit 130 Brutplätzen, da sie nur auf hier seltenen Kiesinseln brüten.

## Einzelnachweis
1. ↑  Schwimmende Kinderstube für Seeschwalben. In: Kölnische Rundschau. 12. August 2008, ehemals im Original (nicht mehr online verfügbar); abgerufen am 20. November 2017. (Seite nicht mehr abrufbar. Suche in Webarchiven)

Koordinaten: 50° 46′ 11″ N, 7° 19′ 23″ O